# 拘尸那羅結集
拘尸那羅結集是隋朝費長房《歷代三寶紀》錄為西晉白法祖譯兩卷《佛般泥洹經》和唐朝錄為東晉失譯兩卷《般泥洹經》記載的極少被人提及的一則傳說，佛陀涅槃荼毘後八王分舍利，九十天後由拘那羅國王護持，於拘那羅城外修建的窣堵波旁邊的精舍，舉行了首次四阿含經結集。

## 結集
這則傳說沒有提及王舍城、五百阿羅漢雨安居、阿難證阿羅漢果、優波離誦戒，《佛般泥洹經》：
|  | 鳩夷國王。立佛宗廟。精房禪室。凡有三千。諸比丘處其中。誦經坐禪。王遣大臣。臣名摩南。將兵三千。宿衛佛廟。大迦葉與阿那律。共報比丘僧。佛經結律。名四阿含。……沙門眾曰。唯阿難知夫。四阿含。當由阿難出。大迦葉曰。阿難白衣。恐有貪意。不盡出經。眾比丘曰。可以前事詰責阿難。當上阿難著于高床。諸賢者眾自下問經。 |

最獨特之處是記載當時就在佛荼毘處將四阿含寫為文字。《般泥洹經》：
|  | 四阿含文。各六十疋素。眾比丘言。用寫四文。當興行於天下。故佛闍維處。自生四樹。遂相撿斂。分別書佛十二部經。戒律法具。 |

## 書寫阿含經
這項傳說記載在這次集结中，當時就對佛所說法做了以文字作的记录，這就是四部阿含的經典全部的內容，當時每一部阿含皆以六十疋白色的布寫成，成為後世流傳的佛教三藏經典的一部份。《佛般泥洹經》記載：
|  | 大迦葉賢聖眾選羅漢得四十人，從阿難得四阿含，一阿含者六十疋素，寫經未竟，佛宗廟中，自然生四名樹，一樹字迦栴，一樹字迦比延，一樹字阿貨，一樹字尼拘類。比丘僧言：「吾等慈心寫四阿含，自然生四神妙之樹，四阿含佛之道樹也。」因相約束，受比丘僧，二百五十清淨明戒，比丘尼戒五百事，優婆塞戒有五，優婆夷戒有十。寫經竟，諸比丘僧各行經戒，轉相教化千歲，千歲之中有持戒者，應在第四彌勒佛所，彌勒世尊當為天說經法。」 |

另一譯本《般泥洹經》記載：
|  | 「大迦葉即選眾中四十應真，從阿難受得四阿含：一中阿含，二長阿含，三增一阿含，四雜阿含。此四文者，一為貪婬作，二為喜怒作，三為愚癡作，四為不孝不師作。四阿含文，各六十疋素。眾比丘言：「用寫四文，當興行於天下。」故佛闍維處，自生四樹，遂相撿斂，分別書佛十二部經。戒律法具，其在千歲中，持佛經戒者，後皆會生彌勒佛所，當從彼解度生死履。」 |

都明白記錄這次集結已經將四阿含寫下來，有人以此作為四阿含經一次寫成，非經過以後的幾次集結才完成的證據。

## 佛滅年代考證
《佛般泥洹經》附記了佛入滅年代的傳說：
|  | 從佛般泥洹。到永興七年二月十一日。凡已八百八十七年。餘七月十有一日。至今丙戌歲。合為九百一十五年。是比丘康日所記也。又至慶曆六年丙戌歲。共計一千九百九十四年。 |

東漢、西晉、冉魏、前秦、北魏都沒有永興七年這個年號。北宋慶曆六年為公元1046年，回溯1994年為公元前949年，同於曇無最據《周書異記》之說，這是北宋時的補充記載。從晉朝某個丙戌年上溯915年則為佛滅年代，本經譯出是這個丙戌年之前的28年（915-887=28），按費長房記載，本經為白法祖譯，他活躍於晉惠帝末期，則從丙戌年公元326年上溯得到公元前590年。

## 有關記載
從這兩部經的相關經文之前後的內容看來，並無法確定是否與各部派律藏記載的大迦葉在王舍城雨安居期間主持的五百結集為同一事件，只能確切的知道這是在佛弟子們供養佛舍利九十日以後之事。
在歷代的佛教高僧大德的言論中提及的第一次結集，都明確記載第一次結集是在摩揭陀國王舍城舉行，由大迦葉、阿難及優波離等五百比丘共同集結，此說法也見於除了各部派律藏外的其它經典，如三卷本東晉譯《大般涅槃經》：
|  | 「如來從始欲般涅槃，及般涅槃後至於闍維，起諸兜婆，其事如是。其後迦葉共於阿難及諸比丘，於王舍城，結集三藏」 |

又如龍樹在《大智度論》中述說佛弟子在佛涅槃後，非得選擇到王舍城來進行第一次結集的思惟：
|  | 「問曰：是時，有如是等無數阿羅漢，何以故正選取千人，不多取耶？ 答曰：頻婆娑羅王得道，八萬四千官屬亦各得道。是時，王教勅宮中，常設飯食，供養千人；阿闍貰王不斷是法。爾時，大迦葉思惟言：「若我等常乞食者，當有外道強來難問，廢闕法事；今王舍城常設飯食供給千人，是中可住結集經藏。」以是故，選取千人，不得多取。是時，大迦葉與千人俱，到王舍城耆闍崛山中；告語阿闍世王：「給我等食，日日送來，今我曹等結集經藏，不得他行。」」 |